# Coluteastrum perennans
Coluteastrum perennans là một loài thực vật có hoa trong họ Đậu. Loài này được (Medik.) Kuntze mô tả khoa học đầu tiên năm 1891.